# Syren
Syren (Luxemburgs: Siren) is een plaats in de gemeente Weiler-la-Tour en het kanton Luxemburg in Luxemburg.

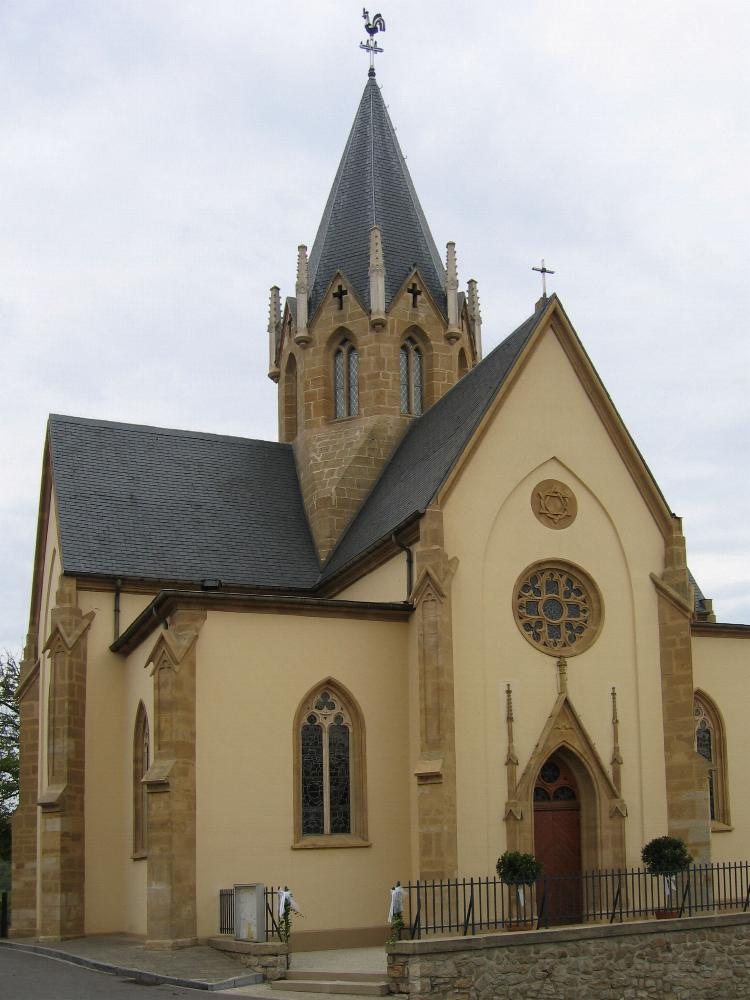
Kerk van Syren

Syren telt 416 inwoners (2001).